# Sergei Iwanowitsch Murawjow-Apostol

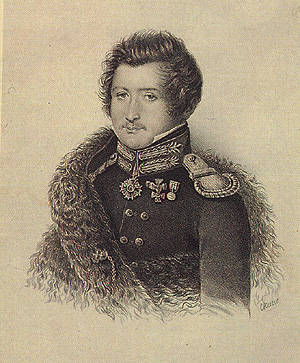
Sergei Iwanowitsch Murawjow-Apostol

Sergei Iwanowitsch Murawjow-Apostol (russisch Сергей Иванович Муравьёв-Апостол, wissenschaftliche Transliteration Sergej Ivanovič Murav'ëv-Apostol; * 28. Septemberjul. / 9. Oktober 1795greg. in Sankt Petersburg; † 13. Julijul. / 25. Juli 1826greg. ebenda) war der Führer des Südbundes im Dekabristenaufstand.

## Leben
Murawjow-Apostol war der Sohn von Iwan Matwejewitsch Murawjow-Apostol (1768–1856), einem Schriftsteller und Mitglied der Russischen Akademie, der als russischer Botschafter in Spanien und Hamburg tätig war. Sergei kannte wie andere Dekabristen die Lebensumstände in Westeuropa. Er wuchs mit seinen Geschwistern in Paris, Frankreich, auf. Sie kehrten mit ihrer Mutter, die kurze Zeit später starb, erst 1810 nach Russland zurück.
Sergei nahm mit seinem älteren Bruder Matwei am Vaterländischen Krieg gegen Napoléon I. teil. Dabei machte er schnell Karriere, weil er durch seinen Mut auffiel, und war mit 27 Jahren bereits Oberstleutnant. Er befehligte das 2. Bataillon in Wassilkowo im Gouvernement Kiew.
Hier erfuhr er vom Tod Alexanders I., vom Aufstand in Sankt Petersburg und von dessen Niederschlagung. Trotzdem mobilisierte er seine Truppen, da er meinte, dass sich nun überall im Land jene Kräfte erheben würden, die unter dem Einfluss der Geheimbünde standen.
Allerdings waren nicht alle so entschlossen wie er. Sein Marsch wurde zu einem Amoklauf gegen den neuen Zaren Nikolaus I., in dessen Folge sein Bruder Ippolit (20 Jahre alt und gerade zur Suite des Zaren beordert) Suizid beging, er selbst am Galgen endete und Bruder Matwei in der Festung Schlüsselburg inhaftiert wurde, bevor man ihn nach Sibirien verbannte.